# Вітленд (Північна Дакота)
Вітленд (англ. Wheatland) — переписна місцевість (CDP) в США, в окрузі Кесс штату Північна Дакота. Населення — 92 особи (2020).

## Географія
Вітленд розташований за координатами 46°54′18″ пн. ш. 97°20′44″ зх. д. / 46.90500° пн. ш. 97.34556° зх. д. (46.904897, -97.345483).  За даними Бюро перепису населення США в 2010 році переписна місцевість мала площу 10,39 км², уся площа — суходіл.

## Демографія
Згідно з переписом 2010 року, у переписній місцевості мешкало 68 осіб у 30 домогосподарствах у складі 21 родини. Густота населення становила 7 осіб/км².  Було 33 помешкання (3/км²).
Расовий склад населення:
| - 98,5 % — білих - 1,5 % — корінних американців |

До двох чи більше рас належало 0,0 %. Частка іспаномовних становила 0,0 % від усіх жителів.
За віковим діапазоном населення розподілялося таким чином: 17,6 % — особи молодші 18 років, 64,8 % — особи у віці 18—64 років, 17,6 % — особи у віці 65 років та старші. Медіана віку мешканця становила 45,0 року. На 100 осіб жіночої статі у переписній місцевості припадало 94,3 чоловіків;  на 100 жінок у віці від 18 років та старших — 100,0 чоловіків також старших 18 років.
Цивільне працевлаштоване населення становило 20 осіб. Основні галузі зайнятості: фінанси, страхування та нерухомість — 55,0 %, мистецтво, розваги та відпочинок — 45,0 %.